# Cephonodes
Cephonodes là một chi bướm đêm thuộc Họ Sphingidae.

## Các loài
- Cephonodes apus - (Boisduval 1833)
- Cephonodes armatus - Rothschild & Jordan 1903
- Cephonodes banksi - Clark 1923
- Cephonodes hylas - (Linnaeus 1771)
- Cephonodes janus - Miskin 1891
- Cephonodes kingii - (WS Macleay 1826)
- Cephonodes leucogaster - Rothschild & Jordan 1903
- Cephonodes lifuensis - Rothschild 1894
- Cephonodes novebudensis - Clark 1927
- Cephonodes picus - (Cramer 1777)
- Cephonodes rothschildi - Rebel 1907
- Cephonodes rufescens - Griveaud 1960
- Cephonodes santome - Pierre, 2002
- Cephonodes tamsi - Griveaud 1960
- Cephonodes titan - Rothschild 1899
- Cephonodes trochilus - (Guerin-Meneville 1843)
- Cephonodes woodfordii - Butler 1889
- Cephonodes xanthus - Rothschild & Jordan 1903

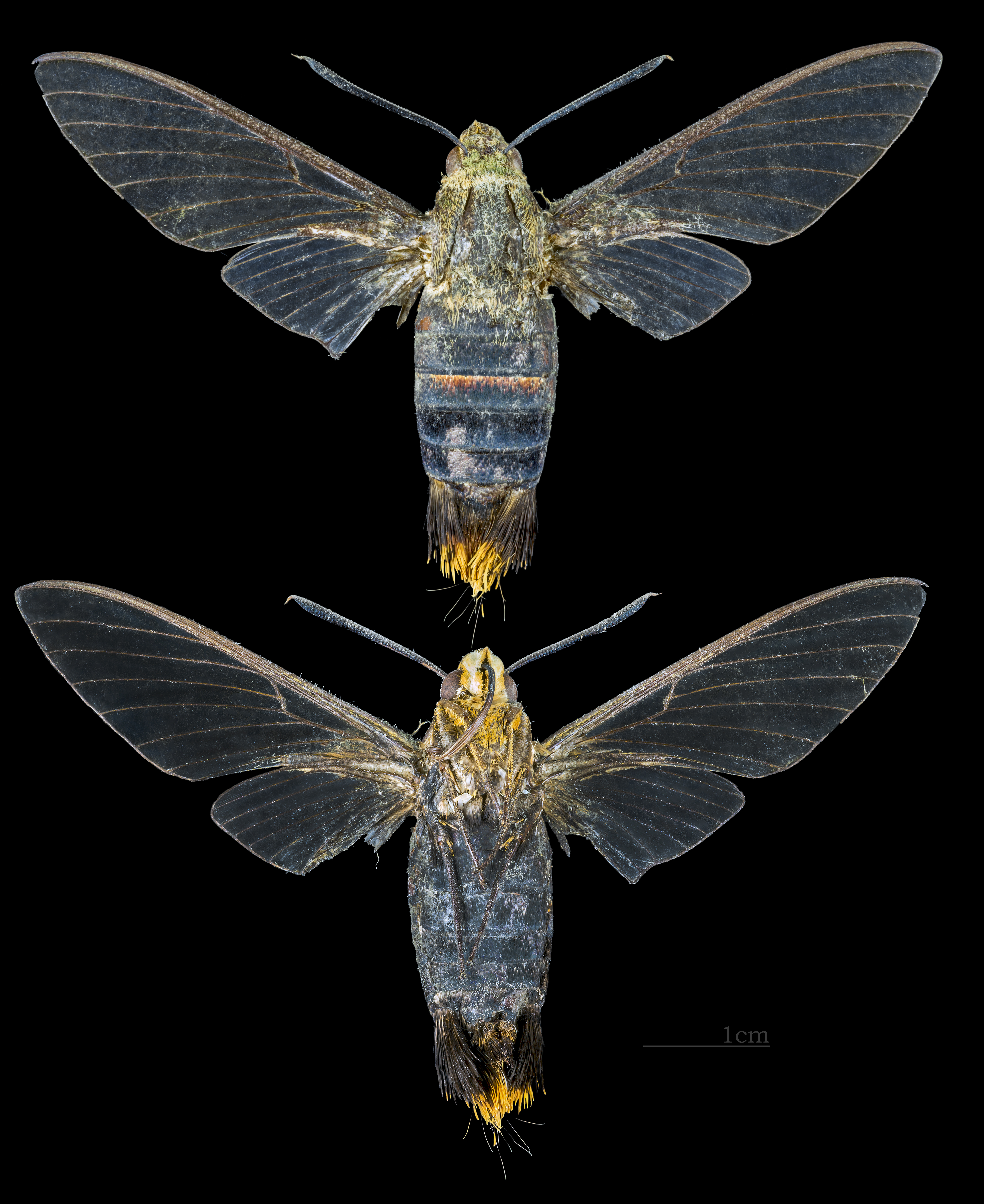
Cephonodes banksi
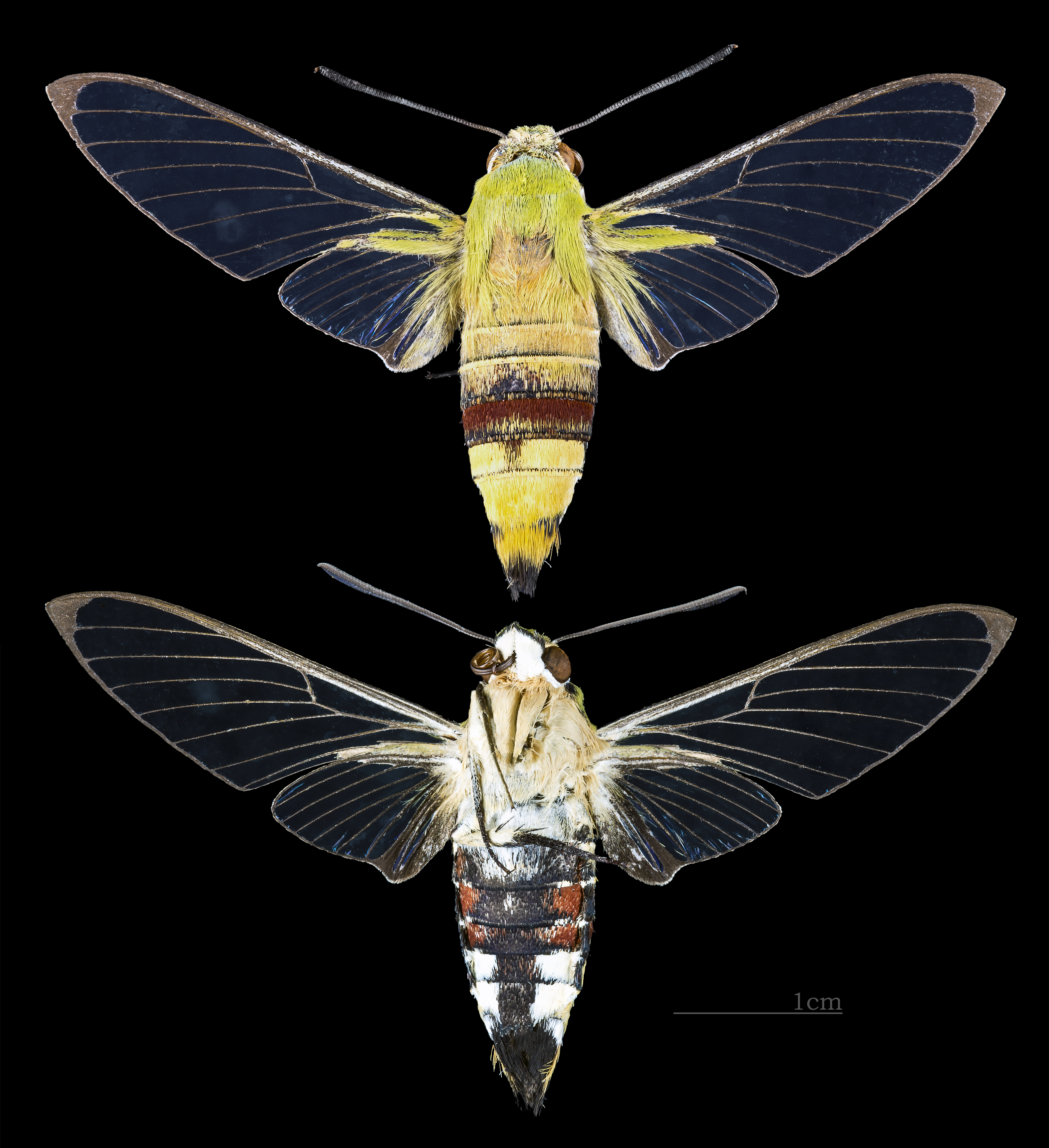
Cephonodes hylas
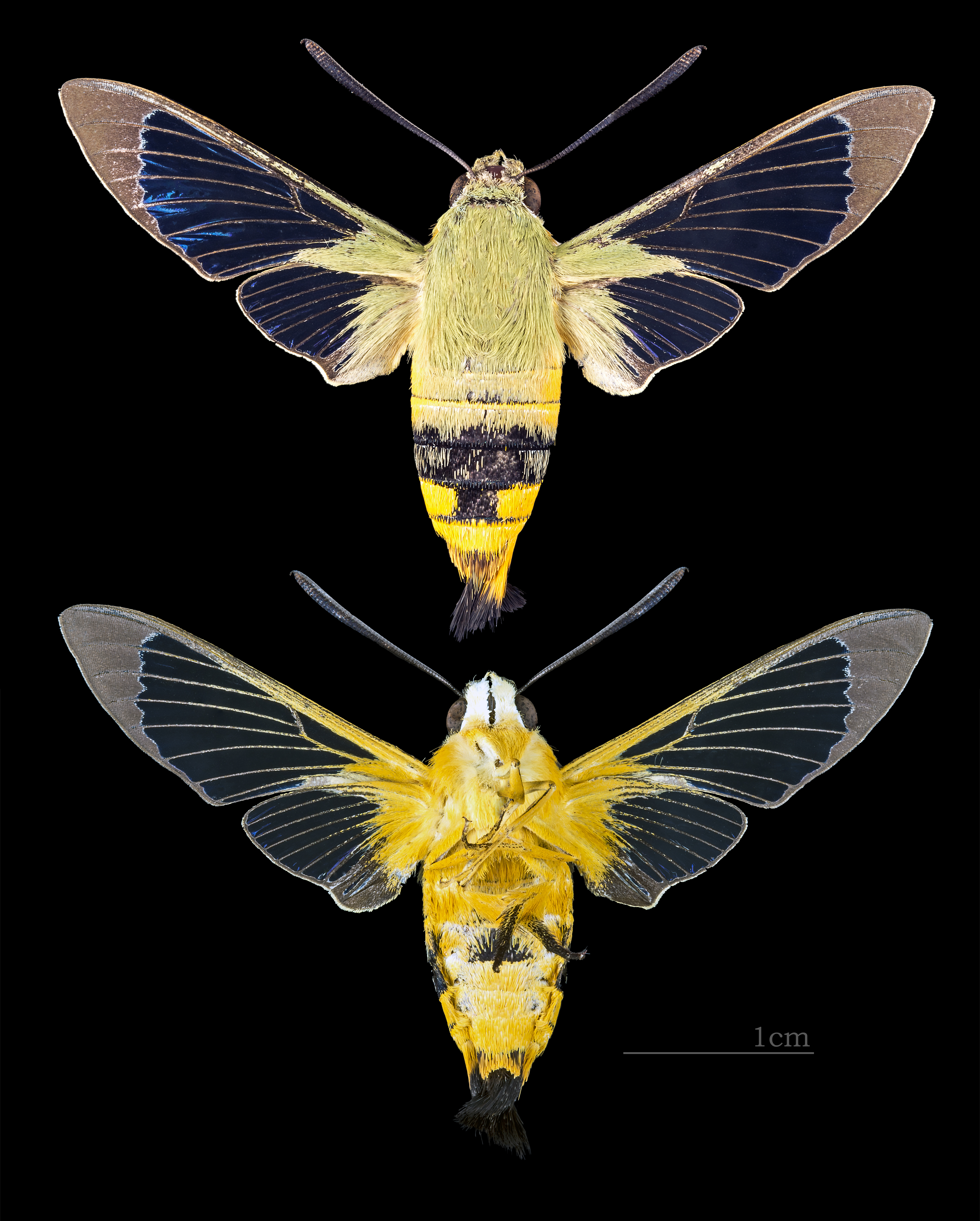
Cephonodes kingii
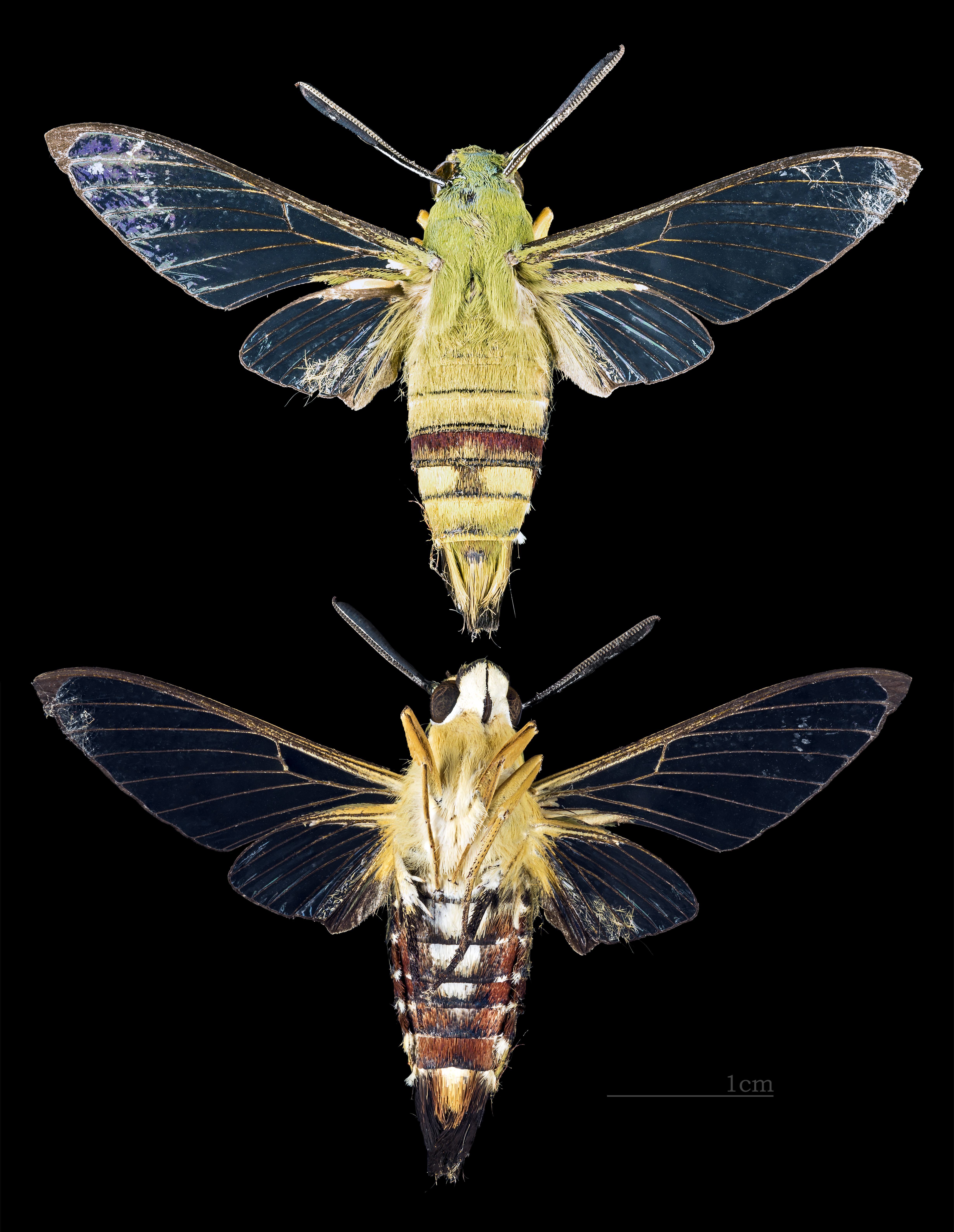
Cephonodes picus

## Hình ảnh

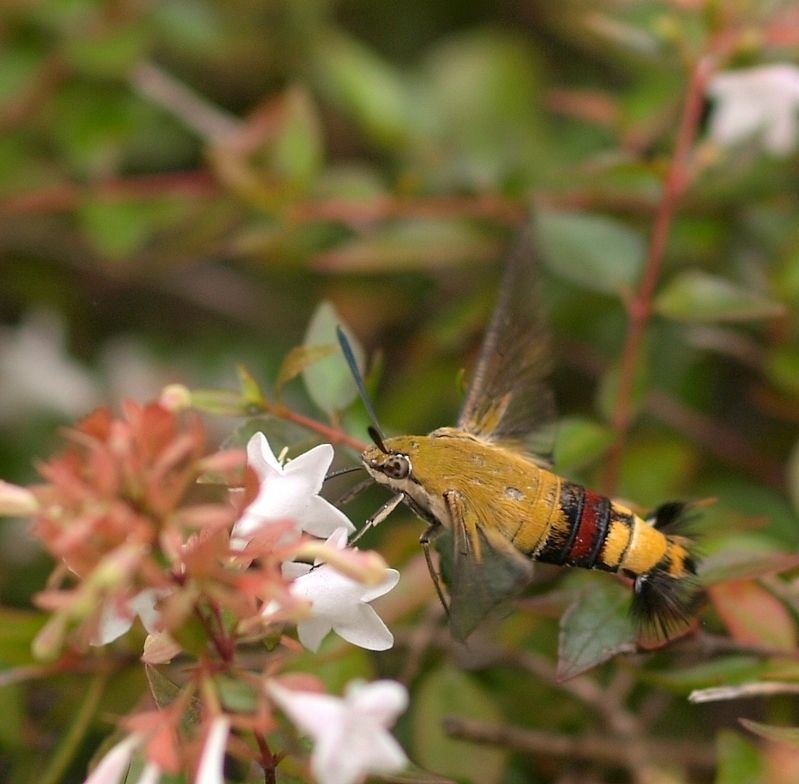
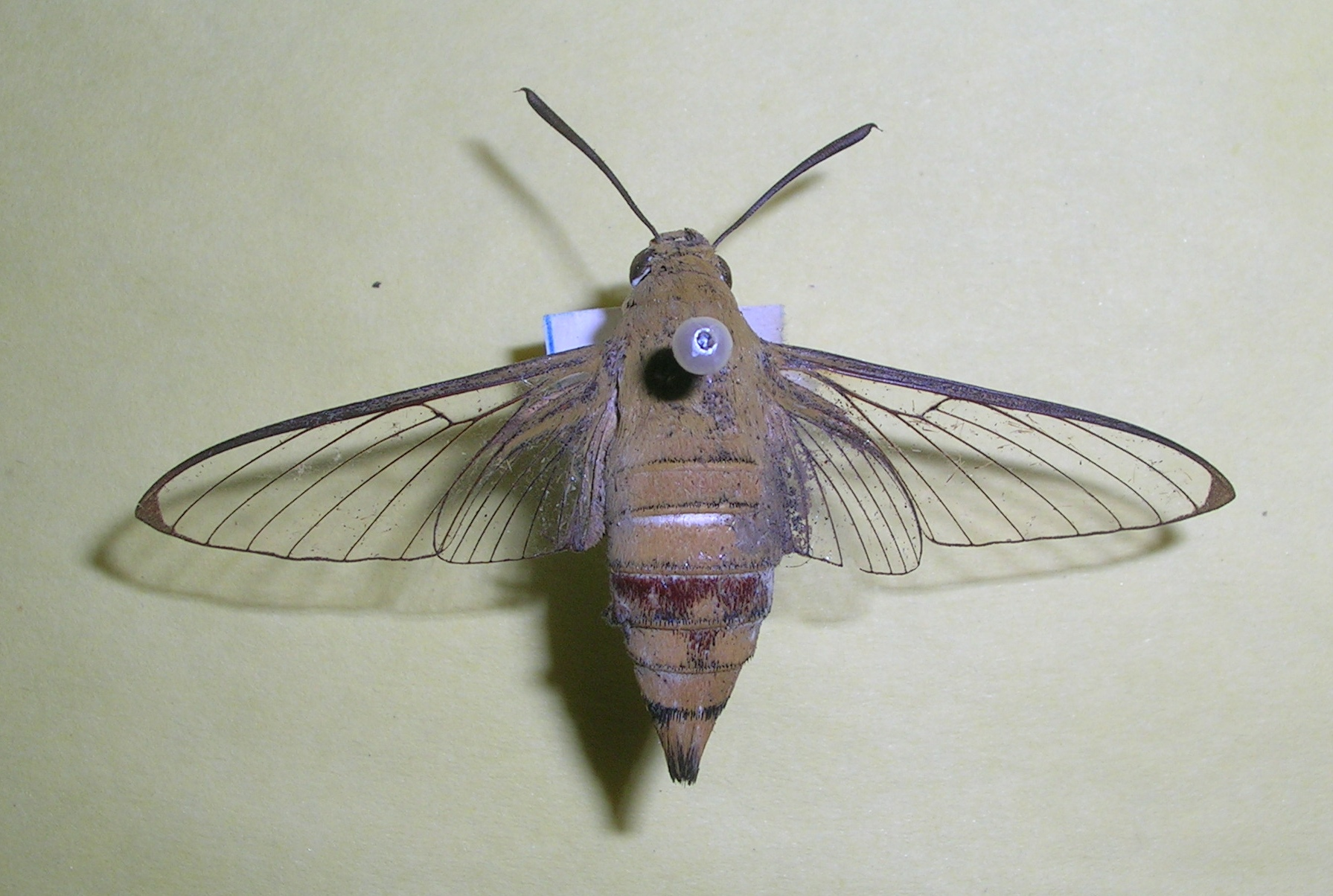